# Pedro Planas Silva
Pedro Remigio Bienvenido Planas Silva (Lima, 22 de marzo de 1961 - Ayacucho, 7 de octubre del 2001) fue un periodista, escritor, docente universitario, analista político y académico peruano. Reconocido por su ocupación en temas constitucionales de su país y por sus ensayos académicos, así como por su oposición al gobierno de Alberto Fujimori desde el autogolpe de estado del año 1992, en la cual protestó desde la orilla de la academia y la reflexión teórica.

## Biografía
Pedro Planas nació en la ciudad de Lima, el 22 de marzo de 1961. Fue hijo de Pedro Planas Tabares y de Olga Silva Arros de Planas.
Estudió Ciencias de la comunicación en la Universidad de Lima, en la que se graduó de Bachiller con la tesis Esbozo para una Epistemología de la Comunicación. Realizó un estudio postgrado en Derecho Constitucional y Ciencias Políticas en el Centro de Estudios Constitucionales de Madrid. También realizó un diploma en Derechos Humanos y Ordenamiento Jurídico en la Universidad Complutense de Madrid.
Fue profesor de Derecho Constitucional Comparado en la Pontificia Universidad Católica del Perú, la Universidad de Lima, Unife, Universidad del Pacífico y Universidad Nacional Mayor de San Marcos, y destacó sobre todo por ser un prolífico autor de ensayos políticos (Rescate de la Constitución, El Estado moderno y La Constitución traicionada, en colaboración con Domingo García Belaúnde); además de textos sobre temas constitucionales y jurídicos.
Fue consultor del Programa de Reforma y Modernización del Parlamento (organizado por la Organización de los Estados Americanos) y coordinador de la Comisión de Reforma Constitucional del Colegio de Abogados de Lima.
Durante el gobierno del presidente Alberto Fujimori, Pedro Planas formó parte de la oposición debido a las atropellos del gobierno al Estado de Derecho. En el ámbito político, postuló al Congreso de la República por el partido político Unión por el Perú en el año 1995 y luego en el año 2000 por Somos Perú, donde también formó parte del equipo técnico del candidato presidencial Alberto Andrade.
Apoyó la organización de la Marcha de los Cuatro Suyos contra el tercer gobierno de Alberto Fujimori. Posteriormente tras la caída del régimen fujimorista, fue colaborador de los presidentes Valentín Paniagua y Alejandro Toledo.
En el año 2001, Planas fue designado como jefe de la Secretaría Nacional de Descentralización.

## Fallecimiento
El 7 de octubre del 2001, Pedro Planas falleció a los 40 años, a las 3.30 de la tarde, a causa de un paro cardíaco mientras visitaba la ciudad de Ayacucho.

## Obra académica selecta
- Los orígenes del Apra : el joven Haya (1986)
- Rescate de la Constitución (1992)
- La constitución traicionada : página de historia reciente  (1993)
- El Estado moderno : apuntes para una nueva biografía del estado social de derecho  (1993)
- La crisis presente 1914-1939 (6a ed.) (1994)
- La República Autocrática (1994)
- El 900. Balance y recuperación. I. Aproximaciones al 900 (1994)
- Biografía del movimiento social cristiano en el Perú: 1926-1956 : apuntes (1996)
- El pensamiento social de Víctor Andrés Belaúnde: antología (1997)
- Derecho parlamentario  (1997)
- Regímenes políticos contemporáneos (2a ed. corr. y aum.)  (1997)
- Democracia y tradición constitucional en el Perú: materiales para una historia del derecho constitucional en el Perú (1998)
- Comunicación política y equidad electoral (1998)
- El derecho presupuestario en el Perú (1998)
- La descentralización en el Perú republicano:1821-1998 (1998)
- El fujimorato : estudio político-constitucional (1999)
- La democracia volátil : movimientos, partidos, líderes políticos y conductas electorales en el Perú contemporáneo (2000)
- Manual del buen descentralista (2001)
- Estado y ciudadanía (2001)
- Parlamento y gobernabilidad democrática en América Latina (2001)
- La videopolítica en el Perú: las elecciones y el acceso de los partidos y los candidatos en los inicios de la T.V. peruana. (2001)